# European Journal of Dermatology
Das European Journal of Dermatology, abgekürzt Eur. J. Dermatol., ist eine wissenschaftliche Fachzeitschrift, die vom John Libbey-Eurotext-Verlag veröffentlicht wird. Die Zeitschrift ist das offizielle Publikationsorgan des European Dermatology Forum, erscheint mit sechs Ausgaben im Jahr und veröffentlicht Arbeiten, die sich mit allen Aspekten der klinischen Dermatologie beschäftigen.
Der Impact Factor lag im Jahr 2014 bei 1,990. Nach der Statistik des ISI Web of Knowledge wird das Journal mit diesem Impact Factor in der Kategorie Dermatologie an 22. Stelle von 62 Zeitschriften geführt.